# Solenoptilon kochi
Solenoptilon kochi (лат.) — вид вымерших сетчатокрылых насекомых из семейства Solenoptilidae (Hemerobioidea).

## Описание
Известен только по отпечаткам переднего крыла длиной около 40 мм, обнаруженным в нижних юрских отложениях из Европы (Германия).
Вместе с другими ископаемыми видами, такими как Oligogetes relictum, Solenoptilon martynovi Martynova, 1949, Ooidia Bode, 1953, являются одними из древнейших представителей полностью вымершего семейства Solenoptilidae. Таксон был впервые описан в 1887 году немецким геологом Францем Гейницом (Franz Eugen Geinitz; 1854—1925) под первоначальным названием Abia kochi Geinitz, 1887.